# هجرة المكتة (نهم)

تعديل مصدري - تعديل

هجرة المكتة هي إحدى قرى عزلة عيال صياد بمديرية نهم التابعة لمحافظة صنعاء، بلغ تعداد سكانها 566 نسمة حسب تعداد اليمن لعام 2004.